# 維多利亞·科莫娃
維多利亞·科莫娃（1995年1月30日—，羅馬化：Viktoria Aleksandrovna Komova），俄羅斯女子體操運動員，出生於俄羅斯沃罗涅日。她是2012年倫敦奧運會女子個人全能亞軍。科莫娃出生于俄罗斯的一个体操世家，其母亲维拉·科列斯尼科娃曾代表前苏联参加1985年世錦賽并获得女團冠军，也是1986年友好運動會全能冠軍。她的父亲和哥哥也都是体操运动员。
2012年倫敦奧運會，高低槓決賽第五名、平衡木決賽第八名。

## 少年组
科莫娃12岁即在俄罗斯传统赛事——沃罗宁杯上获得两枚金牌，因而颇受关注。因为拥有出色的身体条件和绝佳的悟性，科莫娃小小年纪就具备了不低于成年组顶级选手的实力，她的出现也让在北京奥运会周期饱受了遗憾和失落的俄罗斯队看到了在伦敦的希望。2008年，科莫娃进入国际视野，她在那年的泛太平洋锦标赛上获得全能铜牌，同时一套活泼灵动又不失难度的自由操让更多人记住了这个来自俄罗斯的小选手。2009年，科莫娃新发展了一系列动作，她的所有项目在这一年难度达到6分以上，但因为不够成年组参赛年龄，科莫娃继续参加了几个少年组赛事，巨大的难度优势让科莫娃几乎每次都披金挂银。
2010年，科莫娃进入俄罗斯国内成年组后的第一场比赛——俄罗斯全国锦标赛，即以最小的年龄卷走全能冠军。紧接着，她又出征了伯明翰欧锦赛，在少年组中几乎毫无对手地狂扫四金一银，同时也为自己取得了8月新加坡青奥会的参赛资格。 转眼间4个月就过去了，科莫娃随俄罗斯代表团来到新加坡参加自己在少年组的最后一场比赛。赛前，科莫娃曾说自己承担着巨大的压力，但这届青奥会的表现无疑还是不错的，尽管最后一天的比赛出现多次失误，科莫娃依旧获得了个人全能、跳马、高低杠三块金牌和自由体操铜牌，并且在高低杠上命名了难度价值为E组的换杠动作，为自己辉煌的少年组战绩写上了圆满的句号。青奥会结束后，俄罗斯总统梅德韦杰夫接见青奥代表团，表彰这些年轻选手的出色发挥。由于青奥会的出色成绩，科莫娃以58%的票数被评为八月份的“全俄最佳运动员”，同时也因为这一年的杰出表现，科莫娃获得“沃罗涅日年度运动员”奖项，政府还决定在沃罗涅日建一所新体操学校。
2010年俄罗斯女队获得了世锦赛团体冠军，单项方面穆斯塔芬娜一人夺得一金三银。但这支队伍依然有明显的缺陷，例如女孩们尽管上了很大难度，动作质量却不尽人意、较为粗糙，稳定性（尤其在团体比赛）也是个定时炸弹。但无论如何，那个曾经的体操强国已经显现出复苏之势。

## 2011年
科莫娃的右踝关节在2010年12月的一次训练中受伤。但是，在而后三周举行的俄罗斯体操锦标赛上，科莫娃依然获得了金牌。所以，她一直在为能参加4月份的欧洲锦标赛努力训练中。但是，目前的伤情使她不得不缺席这届欧洲锦标赛，只能在家里养伤。“这是更好的等待，因为，为了能使伤病更彻底地痊愈。”罗迪年科对记者说。　今年1月刚好满16岁的科莫娃，在2010年赛季保持着不败纪录，获得了俄罗斯锦标赛、欧洲少年锦标赛和首届青少年奥运会的女子全能冠军。“现在，我们聘请了最好的医生来进行治疗。”罗迪年科说，“目前的问题是进行保守治疗还是实施手术。我们是倾向于保守治疗。如果要进行手术的话，她将会休息两个月。”
面对还没有完全治愈的脚踝伤，俄罗斯超级体操明星科莫娃与同样在德国接受膝关节手术的队友——穆斯塔芬娜在4月30日一起来到德国，进行复诊治疗。16岁的科莫娃是与她的母亲一起来到德国的。然而，在这种情况下，一般都要进行手术的。卡纳莱斯，这位前体操运动员、现在专门为足球运动员作踝关节手术的医生对记者说，他表示这个时候手术绝不会留有后遗症。
卡纳莱斯医生说，虽然他现在对科莫娃的伤情不用再检查了，他对科莫娃的伤后恢复并重新回到赛场上，抱有100%的信心。但是，为了防止她的踝关节在将来再次受伤，进行了手术才能稳固踝关节。“我为科莫娃做手术两个半星期后，由于理疗和康复训练，所以她的体重还是保持得很好。” 卡纳莱斯医生说，“她将会在两个半月到三个半月后，就能进行自由体操的翻腾动作的训练了。”科莫娃面对2011年10月份的世界锦标赛至少还存在着4个问题。俄罗斯女子体操队主教练罗迪年科说，为了2012年的伦敦奥运会，科莫娃可能会放弃2011年的世界锦标赛。这对科莫娃是最重要的比赛。“奥运会对我们和科莫娃来讲，才是最重要的。”罗迪年科说。
其實與穆斯塔芬娜的傷對比，科莫娃的傷是比較輕的，但是由於各種原因，科莫娃7月才全面進行四項訓練，雖然很久恢復四項，不過科莫娃在接近世錦賽前的恢復能力很強，8月俄羅斯杯展現了不錯的難度，最終科莫娃順利入選世錦賽陣容，不過隨後因為德門蒂耶娃發高燒，影響世錦賽發揮，科莫娃成為了該屆世錦賽俄羅斯女隊头号主力。
10月東京世錦賽資格賽後，科莫娃的恢復能力令人驚訝，她拿到全能，高低杠，平衡木三項預賽第一，不過在女團決賽，科莫娃在平衡木和自由操都出現大失誤，不過由於中國的失誤和羅馬尼亞實力弱，再加上俄羅斯隊本身實力不如美國，俄羅斯隊順利拿到了預期的銀牌。个人全能决赛争夺，科莫娃的發揮比團體賽時要好，不過還是有些小失誤，最終僅以0.033微弱劣勢被美国选手韦伯逆转，科莫娃在自由操結束後看到14.333这个分数后掩面哭泣。高低杠決賽科莫娃以巨大优势夺冠，拿到了第一個世界冠軍，不過在平衡木決賽不幸掉了下來。
虽然这次世锦赛表现不是那么尽如人意，但科莫娃毕竟是带伤比赛，很多人还是看好这位天才少女在2012年的奥运会上有所斩获。

## 2012年
5月的布魯塞爾歐錦賽，科莫娃僅比高低杠和平衡木兩個項目，在女团决赛，在面对罗马尼亚由新秀约尔达切的加入而实力增强，俄罗斯在平衡木和自由體操的技术问题上始终没有改善，最後不敵罗马尼亚，拿到团体银牌。高低杠決賽，科莫娃順利拿到金牌，但是在平衡木決賽失利。
俄羅斯盃後，科莫娃跟穆斯塔芬娜都是以主力入選奧運會陣容，為了奧運會，科莫娃很努力提高難度，跳馬恢復Amanar，高低杠新練了屈体特卡和法布里奇諾娃下，平衡木恢復小翻+小翻+帕特森下，自由體操也嘗試空翻接跳步。雖然資格賽中自由操出現失誤，不過科莫娃順利進入女團，全能，高低杠和平衡木四項決賽。女團決賽，科莫娃比三個項目，除了平衡木下法不太穩，其他都比得非常好，以高水平地發揮出來，另一名主力穆斯塔芬娜除了平衡木有晃動，其餘三項同樣都高水平發揮，兩位主力的順利發揮也保證了俄羅斯一塊銀牌，不過另外三名隊員卻並沒有發揮好，老將阿法納西耶娃儘管平衡木穩住，但在最後壓軸出場的自由體操結束串摔倒了，新秀帕塞卡在奧運會前臨時跳馬上6.5難度，落地卻沒控制好，另一名新秀格里什娜高低杠斷連接，自由體操更是出現低級失誤，直接斷送奪取金牌的希望。不過回顧以前俄羅斯女隊同樣的崩潰，俄羅斯女隊也是幸於羅馬尼亞和中國競爭力弱，面對着大熱門美國隊，俄羅斯隊保證了銀牌。
到了全能決賽，賽前實在太多事情難以預料，中國選手姚金男和羅馬尼亞選手約爾達切受傷競爭力減退，資格賽全能排名後美國隊韋伯因為一國兩人制無法進決賽，科莫娃的對手只剩下隊友穆斯塔芬娜以及美國雙妹道格拉斯和萊斯曼。因為難度的優勢，科莫娃主要是跟道格拉斯競爭金牌，可惜一開始跳馬科莫娃的落地就不穩，连退两步，儘管隨後三項完美發揮，可惜道格拉斯那天滿血狀態，沒有給科莫娃留下一點機會，最後自由體操結束後，裁判没有让奇迹发生，科莫娃仅拿到15.100分，总分为61.973，遗憾失金，科莫娃再次泪洒赛场。虽然科莫娃没能夺冠，但她的泪水却让更多的人爱上了她。
在随后的单项决赛中，科莫娃没能找回状态。高低杠在下发前腿打杠，下发一大步，最后排在第五。而平衡木更是两次出现重大失误，排在末尾。科莫娃以两枚银牌结束了自己第一次的奥运會之旅。

## 2013年
科莫娃在1月底的時候不幸受傷，結果為背傷，背傷的恢復也是很漫長的，科莫娃也缺席了很多比賽。

## 2015年
科莫娃復出,與中國的范憶琳，俄羅斯的斯皮里多洛娃,美國的科西安三位選手並列冠軍。

## 2016年
儘管與2012年奧運會的隊友艾莉亞‧穆斯塔芬娜，瑪利亞‧帕塞卡和克塞妮亞‧阿法納西耶娃被任命為里約奧運國家代表隊，但是她卻因為嚴重的背痛而決定退出比賽。目前還不清楚她是否會繼續從事體操運動。在2016年俄羅斯杯接受記者採訪時，科莫娃宣布她將在七月下旬前往慕尼黑，她說道：「如果醫生建議停止體操，我就會退出。如果醫生沒有，那我將繼續體操的職業生涯。」科莫娃透露在慕尼黑分析的結果，顯示她的第五脊椎有應力性骨折。科莫娃說她將接受6個月休息之後她會回來做第二個次分析，以決定她是否可以再參加比賽。9月的時，她在Instagram帳戶貼出自己訓練的照片。

## 2017年
她在五月回到了俄羅斯圓湖國家隊訓練中心，她預計將在2017年12月沃羅寧杯重返賽場。